# G.722.1
G.722.1은 PictureTel Corp.(현재 폴리컴)이 개발한 고품질과 중간 비트레이트(24에서 32 kbit/s) 광대역(50 Hz - 7kHz 오디오 대역폭, 16ksps(초당 킬로 샘플링 수 오디오 부호화)를 제공하는 무특허 ITU-T 표준 오디오 코덱이다.

## 라이선스
G.722.1은 모든 권리를 갖는 폴리컴 사의 무로열티 라이선스 하에 사용가능하다. 라이선스는 또한 'G.722.1 부록 C'와 '20 kHz 전대역 코덱인 G.719' 안에서 폴리컴의 IP와 더불어 폴리컴의 16 kbit/s G.722.1 디코더 확장자를 사용할 권리를 가진다.

## 참조
1. ↑  Polycom, Inc. “Polycom Siren 14/G 722.1C FAQs - What are the terms on the free license?”. Polycom, Inc. 2009년 9월 7일에 확인함.
2. ↑  “libg722_1 - COPYING”. FreeSWITCH. 2009년 9월 7일에 확인함.[깨진 링크(과거 내용 찾기)]
3. ↑  Polycom, Inc. “Siren7/Siren14/G.719 License info”. Polycom, Inc. 2009년 9월 7일에 확인함.
4. ↑  Xiph.Org Foundation (2009). “CELT - Codec Feature Comparison”. Xiph.Org Foundation. 2009년 9월 12일에 원본 문서에서 보존된 문서. 2009년 9월 7일에 확인함.
5. ↑  Xiph.Org Foundation (2006). “Speex - Codec Quality Comparison”. Xiph.Org Foundation. 2009년 9월 7일에 확인함.